# 이모토 다카시
이모토 다카시(일본어: 井本 喬士, 1976년 9월 29일 ~ )는 일본의 전 축구 선수이다.

## 구단 경력
과거 미토 홀리호크에서 활동하였다.